# Luzula ruiz-lealii
Luzula ruiz-lealii är en tågväxtart som beskrevs av Manuel Barros. Luzula ruiz-lealii ingår i Frylesläktet som ingår i familjen tågväxter. Inga underarter finns listade i Catalogue of Life.